# Erhard
Erhard – imię męskie pochodzenia germańskiego. Wywodzi się od słów era - "honor", lub "respekt" i hard - "dzielny".
Patronem tego imienia jest w Kościele katolickim św. Erhard, biskup Ratyzbony (VII wiek). 
Erhard imieniny obchodzi 8 stycznia.